# Religiones orientales

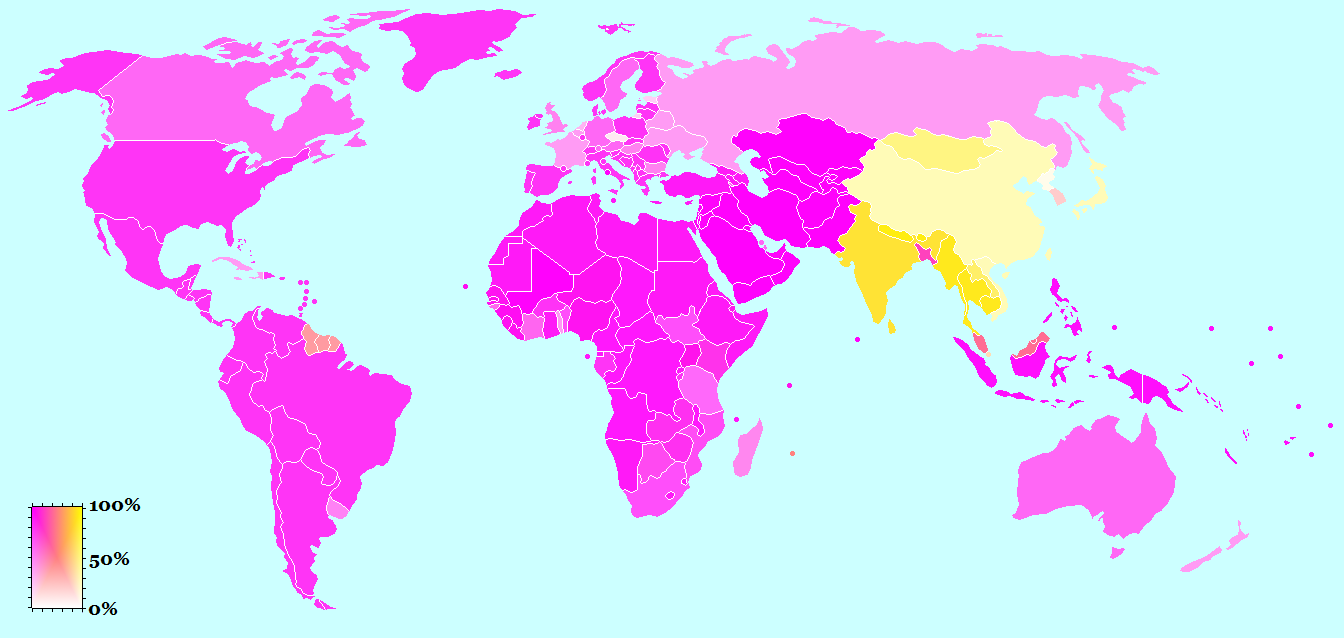
Religiones orientales

Religión oriental es una expresión habitual para referirse al conjunto de religiones y filosofías surgidas en el este de Asia y el subcontinente indio.
Aunque las religiones monoteístas suelen ser calificadas de religiones occidentales, por haberse desarrollado en la civilización occidental, propiamente son orientales porque nacieron en Oriente ―incluso si entendemos tal expresión como restringida a Asia. Sea con una u otra extensión, Oriente es tanto el Oriente Próximo como el Extremo Oriente.
De hecho, es un tópico muy repetido que «la religión viene de Oriente», utilizado en analogía con el hecho de que «ex oriente lux» (‘la luz viene de Oriente’).
En el Imperio romano, la condición de «religión oriental» era compartida por muchas religiones procedentes de Oriente que se popularizaron ante el escándalo de los partidarios de conservar la pureza de las costumbres y la religión en la Antigua Roma. Entre ellas, junto al judaísmo y al cristianismo, estaban los cultos a Cibeles, a Isis y muchas otras religiones mistéricas.
El resto de las religiones, que se podrían denominar «no orientales», son tanto religiones politeístas como animistas y, por lo general, son propias de pueblos indígenas o civilizaciones desaparecidas o sujetas a aculturación en otros continentes ―antiguas religiones europeas, religiones nativas americanas (las de la época precolombina), religiones africanas y religiones de Oceanía―. Algunas de ellas ―como el chamanismo siberiano― son también asiáticas, pero no se las suele considerar una religión en el sentido de las religiones organizadas, con clero, dogmas, etc.